# Mîhailîkî, Poltava
Mîhailîkî (în ucraineană Михайлики) este un sat în comuna Kalașnîkî din raionul Poltava, regiunea Poltava, Ucraina.

## Demografie
Componența lingvistică a localității Mîhailîkî
     Ucraineană (96%)
     Rusă (3,2%)
     Alte limbi (0,8%)
Conform recensământului din 2001, majoritatea populației localității Mîhailîkî era vorbitoare de ucraineană (96%), existând în minoritate și vorbitori de rusă (3,2%).